# When Christmas Comes
"When Christmas Comes" é uma canção da cantora americana Mariah Carey, com a participação de John Legend. Escrita e produzida por Carey e James Poyser, a canção foi lançada como o segundo single do décimo-terceiro álbum de Mariah, Merry Christmas II You (2010), em 21 de Novembro de 2011.   

## Vídeo musical
O vídeo musical para "When Christmas Comes" foi filmado em Los Angeles e é descrito pela cantora como uma "festa em casa". Também aparecem os filhos gêmeos da cantora,Moroccan e Monroe, nascidos em Abril de 2011. O vídeo musical foi lançado em 11 de Dezembro de 2011, no programa "A Very BET Christmas special".

## Desempenho nas paradas musicais
| Parada musical (2011)                            | Melhor posição |
| ------------------------------------------------ | -------------- |
| Coreia do Sul (Gaon Music Chart)                 | 1              |
| Estados Unidos (Billboard Hot R&B/Hip-Hop Songs) | 59             |
| Japão (Billboard Japan Hot 100)                  | 57             |